# Кутьях
Кутьях (устар. Куть-Ях) — река в России, протекает по территории Нефтеюганского района Ханты-Мансийского автономного округа. Устье реки находится в 142 км от устья Малого Балыка по левому берегу. Длина реки — 29 км. В 7 км от устья принимает левый приток Чёпырьегу.

## Данные водного реестра
По данным государственного водного реестра России относится к Верхнеобскому бассейновому округу, водохозяйственный участок реки — Обь от города Нефтеюганск до впадения реки Иртыш, речной подбассейн реки — Обь ниже Ваха до впадения Иртыша. Речной бассейн реки — (Верхняя) Обь до впадения Иртыша.
Код объекта в государственном водном реестре — 13011100212115200049257.